# Serhij Rebrov
Serhij Rebrov (ukr. Сергій Станіславович Ребров) (Horlivka, 3. lipnja 1974.) je ukrajinski nogometni trener i umirovljeni nogometni reprezentativac. Trenutno je izbornik Ukrajine.

## Karijera
Serhij je počeo igrati nogomet u Šahtaru iz Donecka, u kojem je počeo i profesionalnu karijeru. U svojoj prvoj sezoni 1991. godine u Sovjetskoj Višoj ligi tada kao 17-godišnjak zabio je dva gola u sedam utakmica. Godine 1992. prelazi u Dinamo Kijev u kojem je proveo osam godina te je odigrao 189 utakmica i postigao 93 gola. S Dinamom je tada osvojio osam prvenstava i pet kupova. U Tottenham Hotspurn prelazi 2000. godine, za kojeg je u četiri godinu odigrao 60 utakmica i postigao 10 golova. 2003. i 2004. je bio na posudbi u turskom Fenerbahçeu. U West Ham Unitedu igra 2004. i 2005. godine, gdje je u 27 utakmica postigao jedan gol. Godine 2005. ponovo se vraća u Ukrajinu u Dinamo Kijev, gdje je u tri godine osvojio jedno prvenstvo, dva kupa i jedan superkup. S Rubinom iz Kazanja potpisuje dvogodišnji ugovor 3. ožujka 2008. Bio je dio momčadi koja je osvojila 2008. Rusku Premier ligu po prvi put u Rubinovoj povijesti. Rebrov je umirovljenje najavio 20. srpnja 2009. Istovremeno je postao pomoćnik upravitelja u Dinamo Kijevu.

## Priznanja

### Klupska
- Ukrajinska Premier liga: 1992./93., 1993./94., 1994./95., 1995./96., 1996./97., 1997./98., 1998./99., 1999./00., 2006./07.
- Ukrajinski nogometni kup: 1993., 1996., 1998., 1999., 2000. 2006., 2007.
- Ukrajinski nogometni Superkup: 2006.
- Turska Süper Lig: 2003./04.
- Ruska Premijer liga: 2008., 2009.
- Channel One Cup: 2008.

### Trenerska
- Ukrajinski nogometni kup: 2014.

### Individualna
- Ukrajinski nogometaš godine: 1996., 1998.
- Najbolji igrač Ukrajinske Premier lige: 1996., 1998., 1999.
- Najbolji strijelac Ukrajinske Premier lige: 1997./98.
- Najbolji strijelac Ukrajinske Premier lige svih vremena: 123 gola u 261 utakmici
- Channel One Cup: igrač turnira 2008.